# Nasushiobara
Nasushiobara (那須塩原市 Nasushiobara - shi) é uma cidade localizada na província de Tochigi , no Japão. A cidade foi fundada em 1 de janeiro de 2005 com a fusão da antiga cidade de Kuroiso , e as cidades de Nishinasuno e Shiobara , ambos do Distrito de Nasu .
A partir de 1 de maio de 2008, a cidade tem uma estimativa de população de 115.748 e a densidade de 195 pessoas por km². A área total é de 592,82 km².
Em 2010, um jovem de 18 anos morreu depois de ser espancadoo por um grupo de adolescentes em um parque local.